# 老郎溪話
老郎溪話是皖南郎溪地區的土著漢語方言，屬於吳語太湖片。郎溪縣地處安徽省東南部皖、蘇、浙三省交界地區。皖南宣州地區的土著方言為吳語（包括太湖片與宣州片），其中宣州東部與常州、湖州接壤地區土著吳語屬太湖片。19世紀的太平天國兵燹使皖南地區的土著人口銳減，戰後本省江北、河南、湖北移民大量湧入，極大地改變了本地區的方言面貌。新移民帶來的客籍方言，今已在土著式微的條件下反客為主。目前，郎溪縣大部分地區（包括縣城）使用淮語，縣境內還分佈有河南話、湖北話、安慶話、浙南吳語方言島。土著吳語僅分佈于郎溪縣北部定埠、梅渚等镇、西北部建平、東夏、幸福等镇，與廣德市北部下寺鄉廟西地區的土著吳語同屬於太湖片毗陵小片。在仍使用吳語的上述地區，傳統吳越文化（如跳五猖）亦得到了較好的保存。

## 方言音系
皖、蘇二省郎溪縣、高淳縣邊界定埠鎮方言可視為郎溪地區土著吳語的代表。

### 聲母
p布步　pʰ怕胖　b爬盤[a]　m門美　f飛灰　v聞飯

t到道　tʰ太討　d桃同[b]　n鬧難　l連呂

k貴講　kʰ開跪　g葵　ŋ岸我　x化好　ɦ紅豪

ʨ經節傑[c]　ʨʰ秋醜　ʥ齊橋[d]　ȵ泥日女　ɕ休扇　ʑ賢行

ts招坐糟　tsʰ倉昌　dz從蟲潮　s絲師詩　z若絨[e]

Ø而延年胡元雲

a^ 全濁聲母只出現在陽平字的前面

b^ [d]聲母有[ɾ]變體

c^ [ʨ]、[ʨʰ]、[ʥ]、[ɕ]聲母在[i]、[ʮ]前實際音值為[ʧ]、[ʧʰ]、[ʤ]、[ʃ]

d^ [ʥ]聲母有時可讀[ʑ]；[dz]聲母有時可讀[z]

e^ [z]聲母有時有[ʐ]變體

### 韻母
ɿ絲師詩　i旗去衣[f]　u步賭五　ʮ書蘇虛

a怕架蛇　ia姐野　ua瓜花　ʮa耍抓

æ三膽間　iæ良槍　uæ彎環　ʮæ賺

ᴇ蓋介隙1　iᴇ隙2　uᴇ怪帥

ɪ妹費嘴短1岸1看1[g]　iɪ延線　uɪ桂貴　ʮɪ稅船權

ɚ耳二兒

ɯ狗口藕短1岸1看1

ʏ漏斗元冤　iʏ收秋留

o過河官母

ɔ保桃　iɔ條橋繞

ɔ͂紅洞講党　uɔ͂蟲孔王光　ʮɔ͂窮胸床

ən根庚魂　in新星　un棍滾　ʮn群順雲

æʔ辣夾　iæʔ甲壓　uæʔ刮呱

əʔ直色　iəʔ日踢鐵藥

ɤʔ北百鹿落各割確　uɤʔ國活出　ʮɤʔ月缺欲

m̩姆尾　n̩爾　l̩裏

f^ [i]韻母的舌葉摩擦成分很重

g^ 短、岸、看有[ɪ]、[ɯ]兩種韻母

### 單字調
四聲八調，如下表：